# العلاقات الأفغانية الإيطالية
العلاقات الأفغانية الإيطالية هي العلاقات الثنائية التي تجمع بين أفغانستان وإيطاليا.

## مقارنة بين البلدين
هذه مقارنة عامة ومرجعية للدولتين:
| وجه المقارنة                                              | أفغانستان                    | إيطاليا                                                  |
| --------------------------------------------------------- | ---------------------------- | -------------------------------------------------------- |
| المساحة (كم2)                                             | 652.23 ألف                   | 301.34 ألف                                               |
| عدد السكان (نسمة)                                         | 34.94 مليون                  | 60.60 مليون                                              |
| الكثافة السكانية (ن./كم²)                                 | 53.57                        | 201.1                                                    |
| العاصمة                                                   | كابل                         | روما، فلورنسا، تورينو                                    |
| اللغة الرسمية                                             | اللغة البشتوية، اللغة الدرية | اللغة الإيطالية                                          |
| العملة                                                    | أفغاني                       | يورو، ليرة إيطالية                                       |
| الناتج المحلي الإجمالي (بليون دولار)                      | 20.82 مليار                  | 1.93 تريليون                                             |
| الناتج المحلي الإجمالي (تعادل القوة الشرائية) بليون دولار | 62.62 مليار                  | 2.26 تريليون                                             |
| الناتج المحلي الإجمالي الاسمي للفرد دولار أمريكي          | 594                          | 29.96 ألف                                                |
| الناتج المحلي الإجمالي للفرد دولار أمريكي                 | 1.93 ألف                     | 35.46 ألف                                                |
| مؤشر التنمية البشرية                                      | 0.479                        | 0.873                                                    |
| رمز المكالمات الدولي                                      | +93                          | +39                                                      |
| رمز الإنترنت                                              | .af                          | .it                                                      |
| المنطقة الزمنية                                           | ت ع م+04:30                  | توقيت وسط أوروبا، ت ع م+01:00، ت ع م+02:00، أوروبا/روما ‏ |

## منظمات دولية مشتركة
يشترك البلدان في عضوية مجموعة من المنظمات الدولية، منها:
| علم المنظمة | اسم المنظمة                               | تاريخ انضمام أفغانستان | تاريخ انضمام إيطاليا |
| ----------- | ----------------------------------------- | ---------------------- | -------------------- |
|             | يونسكو                                    | 4 مايو 1948            | ?                    |
|             | مؤسسة التمويل الدولية                     | 23 سبتمبر 1957         | 27 ديسمبر 1956       |
|             | بنك التنمية الآسيوي                       | 1966                   | 1966                 |
|             | المركز الدولي لتسوية المنازعات الاستشارية | 25 يوليو 1968          | 28 أبريل 1971        |
|             | منظمة حظر الأسلحة الكيميائية              | ?                      | ?                    |
|             | مؤسسة التنمية الدولية                     | 2 فبراير 1961          | 24 سبتمبر 1960       |
|             | وكالة ضمان الاستثمار متعدد الأطراف        | 16 يونيو 2003          | 29 أبريل 1988        |
|             | الاتحاد البريدي العالمي                   | ?                      | ?                    |
|             | منظمة الشرطة الجنائية الدولية             | ?                      | ?                    |
|             | الأمم المتحدة                             | 19 نوفمبر 1946         | 14 ديسمبر 1955       |
|             | الاتحاد الدولي للاتصالات                  | 12 أبريل 1928          | 1866                 |
|             | البنك الدولي للإنشاء والتعمير             | 14 يوليو 1995          | 27 مارس 1947         |

## أعلام
هذه قائمة لبعض الشخصيات التي تربطها علاقات بالبلدين:
- شريفي عبد الظاهر (23 مايو 1910 – 21 أكتوبر 1982)

## وصلات خارجية
- موقع وزارة الخارجية الأفغانية
- موقع وزارة الخارجية الإيطالية